# Der Flug in die Sonne
Der Flug in die Sonne ist ein deutscher Stummfilm aus dem Jahr 1914 von Stellan Rye.

## Handlung
Der Flugzeugingenieur Hans Steinert ist intensiv mit der Konstruktion von Flugapparaten beschäftigt. Über seine Arbeit beginnt er seine Ehefrau Helga zu vernachlässigen. Daraufhin wendet diese sich einem Schüler ihres Mannes, Eli Platen, zu, der gleichfalls an einem Fluggerät bastelt. Eines Tages ist dieser soweit und will seine Maschine unbedingt testen. Helga nimmt an dem ersten Flugversuch teil, doch gleich Ikarus, der der Sonne zu nah kam, steigen sie beim Flug gen Himmel zu hoch hinauf und stürzen ab. Dabei kommen beide ums Leben.

## Produktionsnotizen
Der Flug in die Sonne entstand vermutlich im Winter 1913/14 im Bioscop-Atelier von Neubabelsberg. Der Vierakter mit einer Länge von etwa 1045 Metern passierte am 2. Februar 1914 die Filmzensur und wurde am 4. März 1914 im Admiralstheater im Rahmen einer Pressevorführung uraufgeführt.
Der Flug in die Sonne markierte mutmaßlich das Filmdebüt der Theaterschauspielerin Tilla Durieux.
In dem Film flog mit Hans Grade zum ersten Mal ein deutscher Pilot in einem Spielfilm.

## Kritik
„Im Admiralstheater gab "Der Flug in die Sonne", ein Schauspiel in vier Akten von Stellan Rye, Gelegenheit, Tilla Durieux und Karl Clewing als Filmkünstler zu sehen. (…) Die Rolle der raffinierten Verführerin liegt ja Tilla Durieux besonders gut, und so weiß sie auch im Film durch Gebärden und temperamentvolles Spiel fesselnd zu wirken. Die Inszenierung hält sich fern von Sentimentalität und bringt ein psychologisch vertieftes Spiel.“